# Shannon Wood
Shannon Wood ist ein US-amerikanischer Schlagwerker und Komponist.

## Leben
Wood studierte klassisches Schlagwerk an der University of Michigan bei Michael Udow und Salvatore Rabbio (Bachelor). Den Mastergrad erlangte er an der Temple University als Schüler von Alan D. Abel. Er vervollkommnet seine Ausbildung bei Tom Freer vom Cleveland Orchestra und als Mitglied der New World Symphony unter Leitung von Michael Tilson Thomas. Er unterrichtete an der University of Miami und am Interlochen Arts Centre und gab Sommerkurse beim Aspen Music Festival and School, dem Colorado Music Festival, dem Grand Tetons Festival, dem Spoleto Festival und in Tanglewood.
Als Erster Perkussionist gehörte Wood dem Baltimore Symphony Orchestra und dem Singapore Symphony Orchestra an. Seit 2013 ist er Erster Paukist des Saint Louis Symphony Orchestra. Er arbeitete außerdem u. a. mit dem Atlanta Symphony, Baltimore Symphony Orchestra, dem Chicago Symphony Orchestra, dem Detroit Symphony Orchestra, dem Philadelphia Orchestra, dem Auckland Philharmonic Orchestra und dem Orchester der Accademia di Santa Cecilia in Rom zusammen und unternahm als Orchester- und Kammermusiker Tourneen durch die USA, Europa, Asien, Südamerika und Neuseeland.
2003 spielte Wood die Uraufführung des ihm gewidmeten Paukenkonzerts von Ney Rosaura. 2007  gewann er den Ersten Preis beim Florida’s Percussive Arts Society Composition Contest. 2010 nahm er für die Alfred Music Publishing Company zwei Unterrichts-CDs unter dem Titel Sound Innovations auf. Sein Concerto for Section Percussion (2012), ein Auftragswerk des Grand Rapids Symphony Orchestra gewann beim ArtPrize den Ersten Preis für klassische Musik. Sein Concerto for Solo Percussion and Chamber Orchestra, ein Auftragswerk des Erie Chamber Orchestra, wurde 2013 uraufgeführt. 2015 war die Uraufführung seines kammermusikalischen Werkes Oort Cloud, for Solo Percussion and Others unter Leitung von David Robertson. Im gleichen Jahr fand auch die Uraufführung seines Quartetts für Horn, Cello, Pauken und Klavier, Abballanu Cifalutani, statt.